# 브래지어 디자인 목록
현대에는 다양한 비즈니스 및 사회 환경에 적합하고 다양한 겉옷과 함께 입기에 적합한 브래지어 디자인이 매우 많다. 브래지어의 모양, 커버력, 기능성, 핏, 패션, 패브릭 및 색상은 매우 다양할 수 있다. 일부 브래지어는 기본적이고 실용적인 지원 및 커버력을 제공하도록 디자인된 반면 다른 브래지어는 의도적으로 성적이거나 감각적이거나 드러나게 디자인되었다.
제조사들의 브래지어 디자인과 스타일은 계속 변한다. 브래지어를 분류하는 표준화된 시스템은 없으며, 여기에 나열된 것을 포함하여 브라이덜 브라, 플러스 사이즈 브라, 빈티지 브라, 가죽 브라, 벨리댄스 브라 등 매우 다양한 디자인으로 제작된다.

## 브래지어 디자인 용어 목록

### 형태

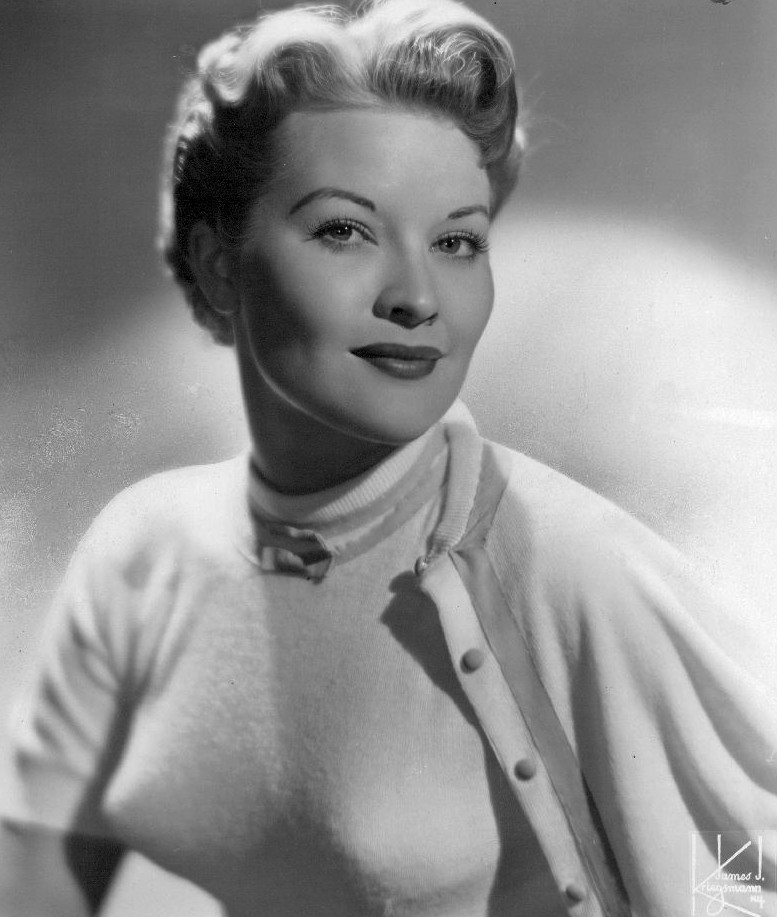
총알 브래지어를 착용한 패티 페이지 (1955)

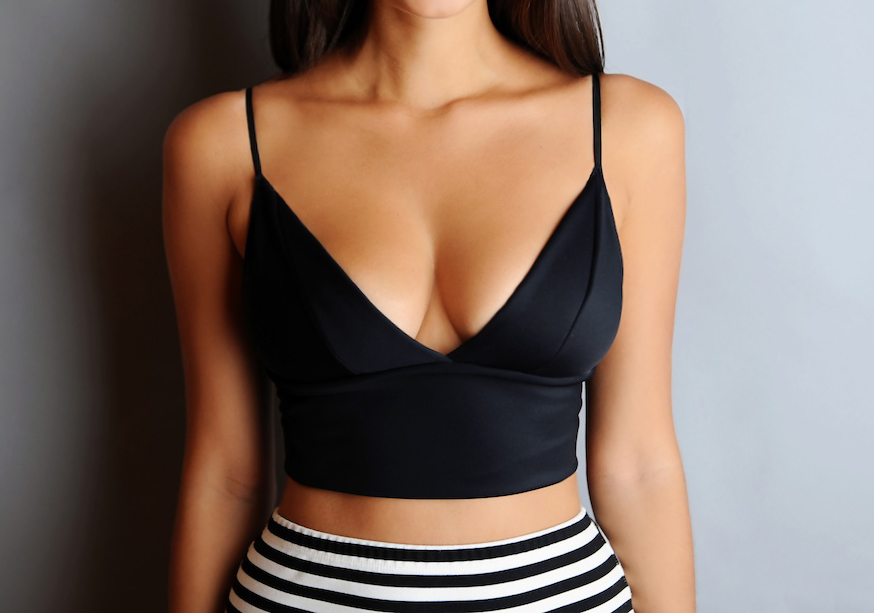
블랙 새틴 브라렛

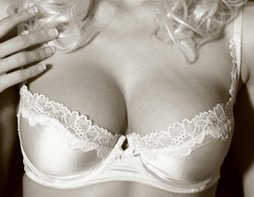
하프컵 브래지어

- 백리스 브라: 등 뒤로 돌아가는 부분이 없는 형태의 브래지어
- 발코네트 브라: 가슴 위쪽을 드러내는 디자인의 여성용 속옷이다. 선반 브래지어로도 불린다.
- 발코니 브라: 발코네트 또는 데미컵 브라와 비슷하지만 측면이 더 높고 전면이 더 낮아 가슴골이 더 많이 노출된다.
- 방도: 윗부분 몸통, 어깨나 옷소매가 없는 여성 의류이다. 윗부분이 몸에 딱 달라붙고 어깨를 드러내 우아한 여성미를 강조한다.
- 브라렛: 가볍고 심플한 디자인으로, 보통 안감이 없고 부드러운 컵 풀오버 스타일의 브라이다. 가슴은 덮여 있지만 브라는 실제 지지력이 거의 없으며 작은 가슴에 적합하다. 어떤 경우에는 캐미솔로 내장되어 판매되기도 한다.[4] 이 스타일은 사춘기 이전의 여자 아이들이 발달 중인 유륜과 유방을 감추기 위한 트레이닝브라로 자주 사용된다.[5]
- 총알 브래지어: 뾰족한 모양의 풀사이즈 브래지어. 보통 가슴 중심에 집중된 원형 또는 나선 모양의 장식 스티칭을 갖추고 있어서 가슴을 과장한다. 1940년대에 발명된 이 브래지어는[6] 1940년대, 1950년대, 1960년대 초에 유행하다가 더 부드럽고 자연스러운 모양의 브래지어가 다시 유행하게 되었다. 머리카락 소녀 핀업 걸과 연관되었다. 1990년에는 마돈나가 장폴 고티에가 디자인한 의상 속에서 탄환 브라를 착용해 관심을 끌었다.[7] 빈티지 란제리 회사인 What Katie Did은 1999년에 첫 번째로 총알 브라를 다시 생산하였다.
- 컨투어 브라: 몰드 브라로도 불리는 컨투어 브라는 일반적으로 몰드된 브라에는 보이지 않을 수도 있는 언더와이어가 있다. 컵 부분에 솔기가 없는 브래지어. 컵 아래에 주형을 넣고 열 고정을 하여 솔기를 없애 편안한 착용감을 준다. 풀컵, 데미컵(하프컵), 푸시업 또는 다른 스타일로도 사용할 수 있다.[8] 여성의 가슴이 비대칭인 경우(일반적으로 여성 가슴의 최대 25%가 비대칭인 경우[9] 또는 대칭적인 실루엣을 만들고 싶어하는 유두가 크거나 다른 모양인 경우)[10] 유용할 수 있다. 아래의 티셔츠 브라를 참조할 것을 권장한다.
- 컨버터블 브라: 어깨끈을 다양하게 조절하여 입을 수 있는 브래지어. 끈이 없어도 입을 수 있고 끈을 일자로, 혹은 교차시키거나 한 줄로 변형시켜 다양하게 표현할 수 있다. 대체로 끈을 다양한 방법으로 정할 수 있는데, 전통적인 어깨너비, 십자형, 홀터형, 스트랩리스형, 원숄더형이 포함된다.
- 컵리스: 아래 선반 브래지어 참조
- 데미컵 브라: 흔히 하프컵 브래지어 또는 선반 브래지어라고도 불리는 스타일이다. 가슴의 반에서부터 3/4정도를 덮으며, 둔부와 들어올림 효과를 만든다. 대부분의 데미컵 브라는 가슴을 중앙으로 밀어 가슴골을 더 잘 보이도록 약간 기울어지게 디자인되었다.[10] 스트랩은 일반적으로 컵의 바깥 모서리에 부착된다. 란제리 산업은 일반적으로 데미컵 브라를 유두로부터 대략 25mm 덮는 것으로 정의한다.[10] 사용된 언더와이어는 더 짧고 컵 아래에서 더 얕은 U자 모양을 형성하여 낮은 컷의 겉옷에 적합하다. 풀컵 및 발코니 브라와는 대조적이다.
- 하프컵 브라: 위의 데미컵 브라 참조
- 홀터 브라: 목 뒤로 끈이 연결되어 있는 형태의 브래지어. 백리스나 홀터형 드레스에 적합하다. 일부 홀터 브래지어는 컨버터블 브라이기도 하다.
- 롱라인 브라: 허리까지 내려오는 긴 스타일의 브래지어. 가슴에서 허리까지 뻗어 있어 복부 조절이 가능하고 여성의 몸통을 매끄럽게 해준다. 좁은 끈을 가진 브래지어처럼 가슴 높이가 아닌 하체 전체에 지지력을 분산시킨다.
- 미니마이저 브라: 가슴을 덜 강조하도록 디자인되어 가슴을 압축하고 편평하게 만든다.
- 몰드 브라: 컨투어 브라와 자주 비교되는 이 컵들은 컵 모양이 미리 만들어져 있는 브래지어로 딱 맞는 옷 아래에서 자연스럽고 부드럽게 둥글게 보이게 해준다. 일부는 언더와이어를 포함하지 않을 수 있다.
- 멀티웨이 브라: 다양하게 스타일을 변경할 수 있는 브래지어. 컨버터블 브라 참조.
- 누드 브라: 피부색과 비슷한 색의 속옷으로, 외부에서 드러나지 않게 착용할 수 있는 브래지어.[11] 스타일 관련 자료는 아래 접착 브라 참조.
- 오픈컵 브라: 가슴 일부가 노출되게끔 제작된 브래지어로 노출 브래지어로도 불림. 아래 선반 브래지어 참조
- 피커부 브래지어: 일부러 일부분이 투명하거나 노출되도록 디자인된 섹시한 브래지어. 열 수 있는 컵이 존재한다. 컵은 리본으로 묶인 두 부분으로 구성된다.
- 플런지 브라: 깊게 파인 옷에 맞추기 위해 앞 중앙이 깊게 V자로 파인 브라. U-플런지 브라라고도 알려져 있으며, 특히 가슴 사이에 뚜렷한 U자형 개구부가 있는 경우 가슴골이 더 낮아질 수 있다. 각진 컵과 개방적이고 낮은 중앙 고어로 디자인되었다. 어깨 끈은 보통 멀리 떨어져 있다. 블라우스나 드레스처럼 데콜테가 깊거나 네크라인이 깊게 파인 드레스나 의상에 적합하다. 가슴이 풍만한 여성에게도 수영복에 적합하다.[8] 푸쉬업 브래지어와는 달리, 플런지 브래지어는 보통 가슴이 큰 여성이 착용하기 때문에 패딩이 두껍지 않다.
- 푸쉬업 브라: 가슴 중앙을 향해 안쪽과 위쪽으로 밀어주는 패딩이 있는 각진 컵을 사용하여 볼륨을 강조하는 패션 브라이다. 푸쉬업 브라는 일반적으로 데미컵 브라이다. 최초의 푸쉬업 브라는 1893년 엠파이어 실루엣의 패션에 대응하여 마리 투첵에 의해 특허를 출원했다.[12] 이 디자인은 1960년대에 푸쉬업 원더브라가 출시되면서 대중화되었다.[13]
- 쿼터컵 브라: 일부분만 가슴을 덮는 형태의 브래지어. 아래 선반 브래지어 참조.
- 레이서백 브라: Y자형 등끈 브라로도 불림. 어깨뼈 사이에 V 또는 T 패턴을 이루는 어깨끈으로 디자인되어 기존의 어깨끈이 노출되는 탱크톱 등의 아우터에 적합하다. 여분의 지지력을 제공하며 기존 스트랩이 떨어지는 경향이 있을 때 사용할 수 있다. 많은 스포츠 브라는 지지력을 향상하고 바운스를 줄이기 위해 레이서백 디자인을 사용한다.
- 선반 브래지어: 가슴을 들어 올려주는 지지대가 내장된 형태의 브래지어. 컵리스, 오픈컵, 하프컵, 쿼터컵 브라라고도 한다. 유두와 유륜은 노출시키지 않는 언더와이어 패션 디자인이다.

## 같이 보기
- 페이스티스
- 가슴골